# 蓝锋杰
蓝锋杰（1963年6月—），广西上林人，壮族，中华人民共和国政治人物、第十二届全国人民代表大会广西地区代表。

## 生平
毕业于广西自治区党委党校党政管理专业。加入中国共产党。2013年，担任全国人大代表。